# Casper Henningsen
Casper Henningsen (født 6. juli 1985) er dansk tidligere professionel fodboldspiller, hvor han spillede for Silkeborg i den Danske Superliga. 
Han er sidenhen blevet CEO for UserTribe.

## Klubkarriere
Casper Henningsen påbegyndte sin fodboldkarriere i den lille klub i 2. division Øst, Slagelse B&I og skiftede siden til Silkeborg IF i starten af 2007. Casper Henningsen fik sin debut for Silkeborg IFs førstehold 17. marts 2007, da han blev indskiftet efter 83 minutter af kampen imod Vejle Boldklub. Silkeborg vandt i øvrigt kampen med 2-0. Han spillede med nummer 14 for Silkeborg IF og opnåede 44 kampe og 4 mål for klubben.
I december 2008 skrev Casper Henningsen kontrakt med AB, hvor han spillede frem til januar 2012, hvor han fik sin kontrakt ophævet. Herefter skrev han en 2½ årig aftale med sin tidligere klub FC Vestsjælland, der er en overbygning af Slagelse B&I.
Den 31. maj 2013 blev det offentliggjort, at Casper Henningsen skrev kontrakt med Brønshøj Boldklub frem til 30. juni 2014.
Den 17. juni blev det bekræftet, at Casper skiftede til Fremad Amager i sommerpausen.

## Civil karriere

### UserTribe
Henningsen tiltrådte som Chief Commercial Officer for UserTribe i 2017. og overtog rollen som CEO fra Jonas Alexanderson i 2018.